# Jean van Groenendael
Joannes (Jean) Hubertus van Groenendael (Nunhem, 1 januari 1863 – 1919) was een Nederlands architect en aannemer. Hij was de oudste zoon van metselaar en aannemer Jan van Groenendael uit Nunhem en een broer van de architecten Jacques van Groenendael en Hubert van Groenendael alsmede van de politicus Henri van Groenendael. Hij had zijn eigen kantoor in Amsterdam. Hij bouwde en ontwierp onder meer enkele kerken, waarvan de St.Agathakerk in Lisse als belangrijkste geldt. Ook ontwierp hij de Sint-Servaaskapel in Nunhem (1892), het kloostercomplex Notre Dame des Anges in Ubbergen in 1903, en de Sint-Johannes de Doperkerk in Katwijk aan de Rijn (1911). In Amsterdam vergrootte hij rond 1901 het St. Aloysiusgesticht.
- Union List of Artist Names: 500241554
- Virtual International Authority File: 134777617